# Секеримб
Секеримб (рум. Săcărâmb) — село у повіті Хунедоара в Румунії. Входить до складу комуни Чертежу-де-Сус.
Село розташоване на відстані 294 км на північний захід від Бухареста, 14 км на північний схід від Деви, 99 км на південний захід від Клуж-Напоки, 142 км на схід від Тімішоари.

## Населення
За даними перепису населення 2002 року у селі проживали 202 особи.
Національний склад населення села:
| Національність | Кількість осіб | Відсоток |
| -------------- | -------------- | -------- |
| румуни         | 187            | 92,6%    |
| угорці         | 9              | 4,5%     |
| німці          | 6              | 3,0%     |

Рідною мовою назвали:
| Мова      | Кількість осіб | Відсоток |
| --------- | -------------- | -------- |
| румунська | 196            | 97,0%    |
| угорська  | 6              | 3,0%     |